# Szymczakowskia lautereri
Szymczakowskia lautereri är en insektsart som beskrevs av Irena Dworakowska 1974. Szymczakowskia lautereri ingår i släktet Szymczakowskia och familjen dvärgstritar. Inga underarter finns listade i Catalogue of Life.